# Giovanna Amati
Giovanna Amati (Roma, 20 luglio 1959) è un'ex pilota automobilistica italiana, ultima donna ad aver disputato un Campionato mondiale piloti di Formula 1 con la partecipazione a tre Gran Premi pur senza riuscire a qualificarsi per la gara.

## Biografia
Figlia dell'industriale cinematografico Giovanni Amati e dell'attrice Anna Maria Pancani, il 12 febbraio 1978 fu rapita e tenuta sequestrata per oltre due mesi dal boss del clan dei marsigliesi Daniel Nieto. Tale circostanza e la sindrome di Stoccolma alla quale fu soggetta ebbero notevole risonanza.
Iniziò l'attività sportiva nella Formula Fiat Abarth, passando alla Formula 3 italiana nel 1985 e alla Formula 3000 nel 1987, raggiungendo il 7º posto quale miglior risultato in sei stagioni. Nel 1986, coi migliori piloti della Formula 3 del tempo, effettuò un test in Formula 1 per la Benetton di Davide Paolini.
Nella stagione di Formula 1 del 1992 fu ingaggiata come secondo pilota ufficiale della Brabham, nell'ultimo anno della scuderia. La sua avventura in Formula 1 durò poco: a causa dell'inesperienza e della scarsità di mezzi della Brabham (che le affidò una versione modificata della vettura dell'anno precedente), partecipò alle prove di 3 gran premi (in Sudafrica, Messico e Brasile) senza qualificarsi e fu in seguito sostituita da Damon Hill.
Proseguì la carriera automobilistica a ruote coperte, ottenendo come miglior risultato un 3º posto nella SportsRacing World Cup classe SR2 nel 1999.

## Risultati in Formula 1
| 1992 | Scuderia | Vettura |    |    |    |  |  |  |  |  |  |  |  |  |  |  |  |  |  | Punti | Pos. |
| ---- | -------- | ------- | -- | -- | -- |  |  |  |  |  |  |  |  |  |  |  |  |  |  | ----- | ---- |
| 1992 | Brabham  | BT60B   | NQ | NQ | NQ |  |  |  |  |  |  |  |  |  |  |  |  |  |  | 0     |      |

| Legenda | 1º posto     | 2º posto | 3º posto    | A punti         | Senza punti/Non class.  | Grassetto – Pole position Corsivo – Giro più veloce |
| Legenda | Squalificato | Ritirato | Non partito | Non qualificato | Solo prove/Terzo pilota | Grassetto – Pole position Corsivo – Giro più veloce |